# Завершальний монтаж (фільм)
«Завершальний монтаж» (англ. The Final Cut) — канадський фантастично-психологічний трилер Омара Наіма. Деколи вживається інша назва «Останній штрих». Не рекомендуєтся перегляд дітям до 16 років.

## Синопсис
В далекому майбутньому більшість людей живуть із вживленими в мозок чіпами, які фіксують всі моменти життя людини від її народження до смерті. Алан Гекмен (Робін Вільямс) — монтажер, «що склеює» кінцевий варіант людського життя, має доступ до будь-якого його моменту... До нього можуть звернутися всі охочі створити картину про своє життя. Алан старанно працює, вибирає найкращі моменти і виготовляє з них справжні шедеври. Все йде чудово, до того часу, поки Алану не замовляють змонтувати картину про життя юриста, котрий відійшов у інший світ.

## У ролях
- Робін Вільямс — Алан Гекмен
- Міра Сорвіно — Деліла
- Джеймс Кевізел — Флетчер
- Ліенн Адаті — Наталі
- Стефан Арнгрім — Олівер
- Стефані Романов — Дженніфер Банністер
- Крістофер Бріттон — Джейсон Монро
- Мімі Кузик — Телма
- Брендан Флетчер — Майкл
- Том Бішопс — Хасан
- Женев'єв Бюхнер — Ізабель Банністер
- Крістофер Бріттон — Джейсон Монро
- Ванда Кеннон — Керолайн Монро
- Сара Дікінс — Еліза Монро
- Джордж Ґордон — Даніель Монро
- Деррен Шахлаві — Карім
- Спенсер Актимічук — Джейсон Монро у юності